# Potamodytes abdominalis
Potamodytes abdominalis là một loài bọ cánh cứng trong họ Elmidae. Loài này được Waterhouse miêu tả khoa học năm 1880.